# Скарлет Гарсія
Скарлет Мей Гарсіа (англ. Scarlet Mae Garcia, 13 березня 1985, Олонгапо, Філіппіни — 17 березня 2008, там само) — філіппінська фотомодель і кіноактриса.
Працювала фотомоделлю у Viva Hotbabes і FHM. Знімалася в кіно.
У березні 2008 року вона і ще три людини були знайдені мертвими в її будинку в Олонгапо. Як було з'ясовано вони були побиті та розстріляні 17 березня 2008 року. Вбивство нерозкрите.